# Joseph Avenol
Joseph Louis Anne Avenol (ur. 9 czerwca 1879 w Melle, zm. 2 września 1952 w Duillier) – francuski dyplomata, sekretarz generalny Ligi Narodów w latach 1933 -1940.